# 삼강비
삼강비는 전라남도 진도군 진도읍 동외리에 있는 충·효·열을 실천한 사람을 기리는 비이다. 2012년 2월 29일 진도군의 향토문화유산(유형유산) 제10호로 지정되었다.

## 개요
삼강비는 진도군 진도읍 교동리에 있는 충·효·열을 실천한 사람을 기리는 비이다.
삼강비 또는 충효열비는 충·효·열을 실천한 사람, 즉 국가에 충성을 하거나 부모에게 효도를 한 사람, 부부간에 지켜야 할 도리를 지킨 사람들을 기리기 위해 세운 비석을 말한다.
1945년 이전에 세워진 충효열 비석 중에서 현재 확인이 가능한 비석은 12기인데, 이 중에서 가장 주목할 만한 비는 삼강비(三綱碑)이다. 이 삼강비는 1931년에 설립되었고, 전라남도 진도읍 교동리에 소재한 진도향교의 경외에 있는 여러 비들의 중앙에 위치하고 있으며 입석과 좌대가 있다. 비의 전면에 효자 21명, 후면에 열녀 23명과 충신 7명이 실려 있다. 비문은 박진원이 지었고 글씨는 박봉우가 썼다.
그 외의 비석들은 비의 내력이 자세하게 전해지지 않으며, 조선 말기와 일제강점기를 거치며 집중적으로 만들어졌음을 알 수 있다. 1976년에 발간된『진도군지』에는 1945년 이전에 만들어진 충효열비는 총 22기로 보고되어 있고, 그 중에선 현존하는 충효열비는 12기이다.
1945년 이후 세워진 충효열비를 포함하여 2006년 현존하는 충효열비는 진도읍 2기, 군내면 1기, 고군면 3기, 의신면 4기, 임회면 3기, 지산면 7기, 조도면 1기로 모두 21기이다.
충·효·열은 유교이념의 실천윤리이다. 각 문중에서는 삼강비의 존재 유무를 통해 가문의 정체성을 드러내기도 하였다. 특히 조선 말기와 일제강점기에 수많은 삼강비가 제작된 것으로 미루어볼 때 그 이유를 규명할 필요가 있다.